# Group Van Malleghem
Group Van Malleghem is een Belgisch bedrijf dat actief is in de graansector. Het produceert bloem of meel voor zowel de voedings- als de landbouwsector.

## Generaties
De familie Van Malleghem is sedert 1817 en tien generaties lang actief als molenaars aan de Holbeek in de Kleistraat te Etikhove (Maarkedal). Een oud watermolenrad nabij het bedrijf herinnert aan de tijd toen er nog gemalen werd op natuurlijke kracht.
In 1893 kwam er een stoommachine en het bedrijf kreeg de volgende eeuw tal van uitbreidingen. In 1956 werd de watermolen buiten gebruik gesteld. Anno 2009 verwerkt de maalderij zowel binnenlandse als buitenlandse granen.

## Divisies
- De Molens Van Malleghem zijn gevestigd in Etikhove en leveren aan de voedingssector.
- De afdeling Franson is gevestigd in Eke en produceert rundveevoeders.
- Alnatra is het transportbedrijf van de groep. Het opereert vanuit Eke.